# The Last Victory
The Last Victory è un film documentario del 2004 diretto da John Appel.
La troupe segue le attività, le attese e le speranze dei contradaioli della Contrada Priora della Civetta nelle settimane che precedono il Palio di Siena del 2 luglio 2003.
La Civetta inseguiva la vittoria dal 4 luglio 1979, data del successo di Francesco Congiu detto Tremoto su Quebel.

## Trama
Le storie ed i racconti dei protagonisti, membri più o meno attivi della vita contradaiola, si intrecciano man mano che il fatidico giorno della Carriera si avvicina. Un ex-consigliere di Contrada quasi centenario, il barbaresco in carica, una giovane contradaiola, un commerciante trapiantato in città da pochi anni ed un'anziana signora spiegano la corsa, i meccanismi della Festa, la rivalità con la Contrada del Leocorno, la vita della e nella Contrada anche al di là dei quattro giorni di Palio tentando di descrivere le forti emozioni che senesi ed appassionati vivono due volte l'anno. La gioia di aver avuto in sorte uno dei migliori cavalli sulla piazza, i preparativi, le scelte tecniche e strategiche della dirigenza (soprattutto del Capitano Papei) e le tensioni lasceranno il posto infine all'ennesima, cocente delusione per il popolo civettino.

## Riconoscimenti
- 2004 - European Academy Award
  - Candidatura come miglior documentario
- 2004 - Nederlands Film Festival
  - Gouden Kalf per la miglior fotografia
  - Gouden Kalf per il miglior montaggio
  - Candidatura come miglior documentario lungo
- 2004 - Infinity Festival
  - Miglior regia
- 2004 - Ismailia Festival
  - Miglior film
- 2004 - Krasnogorsky Festival
  - Grand Prix

## Curiosità
- Dal Palio del 16 agosto 2005 la Contrada Priora della Civetta è stata la nonna di Siena, cioè quella che non vince da più tempo, condizione nella quale invece non si trovava ancora quando venne girato il film. Ha poi ceduto l'ingrato "titolo" alla Lupa il 16 agosto 2009 quando con la vittoria ha interrotto un digiuno trentennale.